# IC 1643
IC 1643 ist eine Spiralgalaxie mit aktivem Galaxienkern vom Hubble-Typ S im Sternbild Walfisch südlich der Ekliptik. Sie ist schätzungsweise 248 Millionen Lichtjahre von der Milchstraße entfernt und hat einen Durchmesser von etwa 60.000 Lj.

Im selben Himmelsareal befinden sich u. a. die Galaxien NGC 426, NGC 429, IC 1639, IC 1640.
Das Objekt wurde am 18. Dezember 1897 von Stéphane Javelle entdeckt.